# Filmfare Award du meilleur film
Le Filmfare Awards du meilleur film (Filmfare Award for Best Film) est une récompense remise au meilleur film indien de l'année par le magazine Filmfare, lors de la cérémonie annuelle des Filmfare Awards, depuis 1954.
- Le premier lauréat fut le film Deux hectares de terre de Bimal Roy.

## Liste des lauréats et des nommés
Les lauréats apparaissent en gras.

### Années 1950
- 1954 : Deux hectares de terre - Bimal Roy

- 1955 : Boot Polish - Raj Kapoor

- 1956 : Jagriti - Sashadhar Mukherjee
  - Azaad - S.M.S Naidu
  - Biraj Bahu - Hiten Choudhury

- 1957 : Jhanak Jhanak Payal Baaje - Rajaram Vankudre Shantaram

- 1958 : Mother India - Mehboob Khan

- 1959 : Madhumati - Bimal Roy
  - Sadhna - B. R. Chopra
  - Talaaq - Mahesh Kaul et Mukhram Sharma

### Années 1960
- 1960 : Sujata - Bimal Roy
  - Anari - L.B. Lachman
  - Chhoti Bahen - L.V. Prasad

- 1961 : Mughal-E-Azam - K. Asif
  - Masoom - Bani Rupa Chitra
  - Parakh - Bimal Roy

- 1962 : Jis Desh Mein Ganga Behti Hai - Raj Kapoor
  - Gunga Jumna - Dilip Kumar
  - Kanoon - B. R. Chopra

- 1963 : Saahib Bibi Aur Ghulam - Guru Dutt
  - Bees Saal Baad - Hemanta Mukherjee
  - Rakhi - A. Bhimsingh

- 1964 : Bandini - Bimal Roy
  - Dil Ek Mandir - C. V. Sridhar
  - Gumrah - B. R. Chopra

- 1965 : Dosti - Tarachand Barjatya
  - Sangam - Raj Kapoor
  - Shehar Aur Sapna - Khwaja Ahmad Abbas

- 1966 : Himalaya Ki God Mein - Shankerbhai Bhatt
  - Haqeeqat - Chetan Anand
  - Waqt - B. R. Chopra

- 1967 : Guide - Dev Anand
  - Anupama - L.B. Lachman
  - Mamta - Charu Chitra

- 1968 : Upkaar - Harkishen R. Mirchandani et R.N. Goswami
  - Mehrbaan - A.V. Meiyappan
  - Milan - L.V. Prasad

- 1969 : Brahmachari - G.P. Sippy
  - Ankhen - Ramanand Sagar
  - Neel Kamal - Pannalal Maheshwari

### Années 1970
- 1970 : Aradhana - Shakti Samanta
  - Aashirwad - N.C. Sippy et Hrishikesh Mukherjee
  - Jeene Ki Raah - L.V. Prasad

- 1971 : Khilona - L.V. Prasad
  - Do Raaste - Raj Khosla
  - Pehchan - Sohanlal Kanwar

- 1972 : Anand - N.C. Sippy et Hrishikesh Mukherjee
  - Mera Naam Joker - Raj Kapoor
  - Naya Zamana - Pramod Chakravorty

- 1973 : Be-Imaan - Sohanlal Kanwar
  - Anubhav - Basu Bhattacharya
  - Pakeezah - Kamal Amrohi

- 1974 : Anuraag - Shakti Samanta
  - Aaj Ki Taaza Khabar - Rajendra Bhatia
  - Bobby - - Raj Kapoor
  - Koshish - Raj N. Sippy et Ronu N. Sippy
  - Zanjeer - P- Prakash Mehra

- 1975 : Rajnigandha - Suresh Jindal
  - Ankur - Lalit M. Bijlani et Freni Variava
  - Garam Hawa - Ishan Arya, M.S. Sathyu et Abu Siwani
  - Kora Kagaz - Sanat Kothari
  - Roti Kapada Aur Makaan - Manoj Kumar

- 1976 : Deewar - Trimurti Films - Gulshan Rai
  - Aandhi - J. Om Prakash
  - Amanush - Shakti Samanta
  - Sanyasi - Sohanlal Kanwar
  - Sholay - G.P. Sippy

- 1977 : Mausam - P. Mallikharjuna Rao
  - Chhoti Si Baat - B. R. Chopra
  - Chitchor - Tarachand Barjatya
  - Kabhi Kabhie - Yash Chopra
  - Tapasya - Tarachand Barjatya

- 1978 : Bhumika - Lalit M. Bijlani et Freni Variava
  - Amar Akbar Anthony - Manmohan Desai
  - Gharaonda - Bhimsain
  - Manthan - Shyam Benegal
  - Swami - Jaya Chakravarthy

- 1979 : Main Tulsi Tere Aangan Ki - Raj Khosla
  - Ankhiyon Ke Jharokhon Se - Tarachand Barjatya
  - Muqaddar Ka Sikandar - Prakash Mehra
  - Shatranj Ke Khilari - Suresh Jindal
  - Trishul - Gulshan Rai

### Années 1980
- 1980 : Junoon - Shashi Kapoor
  - Amar Deep - K. Balajee
  - Kaala Patthar - Yash Chopra
  - Noorie - Yash Chopra
  - Sargam - N.N. Sippy

- 1981 : Khubsoorat - N.C. Sippy et Hrishikesh Mukherjee
  - Aakrosh -  Devi Dutt et Narayan Kenny
  - Aasha - J. Om Prakash
  - Insaaf Ka Tarazu - B. R. Chopra
  - Thodisi Bewafai - Srichand Asrani et Nand Mirani

- 1982 : Kalyug - Shashi Kapoor
  - Baseraa - Ramesh Behl
  - Chakra - Manmohan Shetty, Pradeep Uppoor
  - Chashme Buddoor - Gul Anand
  - Ek Duuje Ke Liye - L.V. Prasad

- 1983 : Shakti - Mushir Alam et Mohammad Riaz
  - Bazaar - Vijay Talwar
  - Nikaah - B. R. Chopra
  - Prem Rog - Raj Kapoor
  - Vidhaata - Gulshan Rai

- 1984 : Ardh Satya - Manmohan Shetty et Pradeep Uppoor
  - Arth - Kuljit Pal
  - Avtaar - Mohan Kumar
  - Betaab - Bikram Singh Dahal
  - Masoom - Devi Dutt et Chanda Dutt

- 1985 : Sparsh - Basu Bhattacharya
  - Aaj Ki Aawaz - B. R. Chopra
  - Jaane Bhi Do Yaaro - Kundan Shah
  - Saaransh - Tarachand Barjatya
  - Sharabi - Satyendra Pal

- 1986 : Ram Teri Ganga Maili - Raj Kapoor
  - Arjun - Karim Morani et Sunil Soorma
  - Ghulami - Farukh Nadiadwala
  - Meri Jung - N.N. Sippy
  - Saagar - G.P. Sippy
  - Tawaif - R.C. Kumar

- 1987 - Pas d'attribution

- 1988 - Pas d'attribution

- 1989 : Qayamat Se Qayamat Tak - Nasir Hussain
  - Khoon Bhari Maang - Rakesh Roshan
  - Tezaab - N. Chandra

### Années 1990
- 1990 : Maine Pyar Kiya - Tarachand Barjatya
  - Chandni - Yash Chopra
  - Parinda - Vidhu Vinod Chopra
  - Ram Lakhan - Ashok Ghai et Subhash Ghai
  - Salaam Bombay ! - Mira Nair

- 1991 : Ghayal - Dharmendra
  - Agneepath - Yash Johar
  - Dil - Indra Kumar et Ashok Thakeria
  - Pratibandh - Allu Aravind

- 1992 : Lamhe - Yash Chopra
  - Dil Hai Ki Manta Nahin - Mukesh Bhatt et Gulshan Kumar
  - Henna - Randhir Kapoor
  - Saajan - Sudhakar Bokade
  - Saudagar - Subhash Ghai

- 1993 : Jo Jeeta Wohi Sikandar - Nasir Hussain
  - Beta - Indra Kumar et Ashok Thakeria
  - Khuda Gawah - Nazir Ahmed et Manoj Desai

- 1994 : Hum Hain Rahi Pyar Ke - Tahir Hussain
  - Aankhen - Pahlaj Nihalani
  - Baazigar - Ganesh Jain
  - Damini - Aly Morani, Karim Morani et Bunty Soorma
  - Khalnayak - Subhash Ghai

- 1995 : Hum Aapke Hain Koun...! - Ajit Kumar Barjatya, Kamal Kumar Barjatya et Rajkumar Barjatya
  - 1942: A Love Story - Vidhu Vinod Chopra
  - Andaz Apna Apna - Vinay Kumar Sinha
  - Krantiveer - Mehul Kumar
  - Mohra - Gulshan Rai

- 1996 : Dilwale Dulhania Le Jayenge - Yash Chopra
  - Akele Hum Akele Tum - Ratan Jain
  - Karan Arjun - Rakesh Roshan
  - Raja - Indra Kumar et Ashok Thakeria
  - Rangeela - Ram Gopal Varma

- 1997 : Raja Hindustani - Aly Morani, Karim Morani et Bunty Soorma
  - Agni Sakshi - Binda Thackeray
  - La Reine des bandits - Bobby Bedi
  - Khamoshi: The Musical - Sibte Hassan Rizvi
  - Maachis - R.V. Pandit

- 1998 : Dil To Pagal Hai - Yash Chopra
  - Border - J.P. Dutta
  - Gupt - Gulshan Rai
  - Pardes - Subhash Ghai
  - Virasat - Mushir Alam et Mohammad Riaz

- 1999 : Kuch Kuch Hota Hai - Yash Johar
  - Ghulam - Mukesh Bhatt
  - Pyaar Kiya To Darna Kya - Sohail Khan
  - Pyaar To Hona Hi Tha - Gordhan Tanwani
  - Satya - Ram Gopal Varma

### Années 2000
- 2000 : Hum Dil De Chuke Sanam - Sanjay Leela Bhansali
  - Biwi No.1 - Vashu Bhagnani
  - Sarfarosh - John Matthew Matthan
  - Taal - Subhash Ghai
  - Vaastav - Deepak Nikhalje

- 2001 : Kaho Naa... Pyaar Hai - Rakesh Roshan
  - Dhadkan - Ratan Jain
  - Josh - Ganesh Jain
  - Mission Kashmir - Vidhu Vinod Chopra
  - Mohabbatein - Yash Chopra

- 2002 : Lagaan - Aamir Khan
  - Asoka - Shahrukh Khan et Juhi Chawla
  - Dil Chahta Hai - Ritesh Sidhwani
  - Gadar: Ek Prem Katha -Nitin Keni
  - La Famille indienne - Yash Johar

- 2003 : Devdas - Bharat Shah
  - Company - Ram Gopal Varma
  - Humraaz - Ratan Jain et Ganesh Jain
  - Kaante - Sanjay Gupta, Lawrence Mortorff, Pritish Nandy et Raju Patel
  - Raaz - Mukesh Bhatt

- 2004 : Koi... Mil Gaya - Rakesh Roshan
  - Baghban - B. R. Chopra
  - Tere Naam - Sunil Manchanda et Mukesh Talreja
  - Kal Ho Naa Ho - Yash Johar et Karan Johar
  - Munna Bhai M.B.B.S. - Vidhu Vinod Chopra

- 2005 : Veer-Zaara - Yash Chopra et Aditya Chopra
  - Dhoom - Yash Chopra et Aditya Chopra
  - Hum Tum - Yash Chopra
  - Main Hoon Na - Shahrukh Khan et Gauri Khan
  - Swades - Ashutosh Gowariker

- 2006 : Black - Sanjay Leela Bhansali
  - Bunty Aur Babli - Yash Chopra et Aditya Chopra
  - No Entry - Boney Kapoor et Surinder Kapoor
  - Page 3 - Bobby Pushkarna et Kavita Pushkarna
  - Parineeta - Vidhu Vinod Chopra

- 2007 : Rang De Basanti - Ronnie Screwvala et Rakeysh Omprakash Mehra
  - Dhoom 2 - Yash Chopra et Aditya Chopra
  - Don - The Chase Begins Again - Ritesh Sidhwani et Farhan Akhtar
  - Kabhi Alvida Naa Kehna - Hiroo Johar
  - Krrish - Rakesh Roshan
  - Lage Raho Munnabhai - Vidhu Vinod Chopra

- 2008 : Taare Zameen Par - Aamir Khan
  - Chak De! India - Yash Chopra et Aditya Chopra
  - Guru - Mani Ratnam et G. Srinivasan
  - Jab We Met - Dhilin Mehta
  - Om Shanti Om - Shahrukh Khan et Gauri Khan

- 2009 : Jodhaa Akbar - Ashutosh Gowariker et Ronnie Screwvala
  - Dostana - Karan Johar et Prashant Shah
  - Ghajini - Allu Aravind, Tagore Madhu et Madhu Mantena
  - Jaane Tu Ya Jaane Na - Aamir Khan et Mansoor Khan
  - Rab Ne Bana Di Jodi - Yash Chopra et Aditya Chopra
  - Rock On!! - Farhan Akhtar et Ritesh Sidhwani

### Années 2010
- 2010 : 3 Idiots - Vidhu Vinod Chopra
  - Dev.D - Ronnie Screwvala
  - Kaminey - Ronnie Screwvala
  - Love Aaj Kal - Saif Ali Khan, Dinesh Vijan
  - Paa - Amitabh Bachchan et Sunil Manchanda
  - Wake Up Sid - Karan Johar et Hiroo Johar

- 2011 : Dabangg - Arbaaz Khan
  - Band Baaja Baaraat - Yash Chopra et Aditya Chopra
  - My Name Is Khan - Hiroo Johar et Gauri Khan
  - Peepli Live - Aamir Khan
  - Udaan - Ronnie Screwvala, Anurag Kashyap et Sanjay Singh

- 2012 : Zindagi Na Milegi Dobara - Farhan Akhtar, Ritesh Sidhwani
  - Delhi Belly - Aamir Khan, Kiran Rao, Ronnie Screwvala
  - Don 2 - Excel Entertainment, Reliance Entertainment - Farhan Akhtar, Ritesh Sidhwani et Shahrukh Khan
  - No One Killed Jessica - Ronnie Screwvala
  - Rockstar - Dhilin Mehta
  - The Dirty Picture - Ekta Kapoor et Shobha Kapoor

- 2013 : Barfi! – Ronnie Screwvala et Siddharth Roy Kapur
  - English Vinglish – Sunil Lulla, R. Balki et Rakesh Jhunjhunwala
  - Gangs of Wasseypur –Anurag Kashyap et Sunil Bohra
  - Kahaani – Sujoy Ghosh et Kushal Kantilal Gada
  - Vicky Donor – John Abraham

- 2014 : Bhaag Milkha Bhaag - Rakeysh Omprakash Mehra, Rajiv Tandon et P.S. Barathi
  - Chennai Express - Ronnie Screwvala, Siddharth Roy Kapur et Gauri Khan
  - Ram-Leela - Sanjay Leela Bhansali et Kishore Lulla
  - Raanjhanaa - Krishika Lulla
  - Yeh Jawaani Hai Deewani - Karan Johar

- 2015 : Queen - Anurag Kashyap et Vikramaditya Motwane
  - 2 States – Karan Johar et Sajid Nadiadwala
  - Haider -  Vishal Bhardwaj et Siddharth Roy Kapur
  - Mary Kom – Sanjay Leela Bhansali
  - PK – Rajkumar Hirani et Vidhu Vinod Chopra

- 2016 : Bajirao Mastani - Sanjay Leela Bhansali et Kishore Lulla
  - Badlapur - Dinesh Vijan et Sunil Lulla
  - Bajrangi Bhaijaan - Salman Khan et Rockline Venkatesh
  - Piku - N.P. Singh, Ronnie Lahiri et Sneha Rajani
  - Talvar - Vineet Jain et Vishal Bhardwaj
  - Tanu Weds Manu Returns - Krishika Lulla et Aanand L. Rai

- 2017 : Dangal
- 2018 : Hindi Medium
- 2019 : Raazi

### Années 2020
- 2020 : Gully Boy
- 2021 : …

## Spécial Prix 50 Années
En 2005, Filmfare annonce Sholay comme étant le meilleur film de ces dernières 50 années, même si ce film n'a pas reçu le prix Filmfare Awards du Meilleur film de son année de production.